# عبدالامیر ادریس
عبدالامیر ادریس (زاده ۱۳۲۵-درگذشته ۱۳۸۹) خواننده اهل شهر آبادان بود. او از محبوبترین خوانندگان دههٔ ۱۳۶۰ بین  عرب‌های خوزستان بوده است.
از سن هیجده سالگی کار خوانندگی را آغاز کرد. این خواننده به خوانندگان هم دورهٔ خود که سید جواد، خضیر ابو عنب و احمد کنعانی بودند علاقهٔ بسیاری داشت و آنها را مشوق خود در زمینه موسیقی می‌داند. عبدالامیر ادریس حمدی صالح خوانندهٔ خوش صدای اهوازی را بهترین دوست خود به حساب می‌آورد
عبدالامیر ادریس آموزش دیدگان زیادی از جمله عباس سحاگی و [[ضاحی الاهوازی]] و... دارد که همیشه آنها را با خود به حفله برده و به آنان فن خوانندگی عربی اهوازی یاد میداد.
و مردم او را با آهنگهای (بشربتکم رویتو الناس) و (اشلون انساک یمدلل و اعوفک) می‌شناسند.

## ورود او به دنیای تلویزیون
پس از موفقیت ادریس و شناخته شدن او در بین مردم خوزستان، صدا و سیمای مرکز آبادان از این خواننده دعوت به عمل آورد؛ و عبدالامیر ادریس چند سالی با صدا و سیما همکاری کرد.

### ماندگارترین آهنگ های عبدالامیر ادریس
- العید نور عل حبایب
- بشربتکم رویتو الناس
- مدری اعتب علی دهری لو اعتب علی دنیای
- کارون گلی بالخبر
- حبیب امک متقبل من امر بیک
- ظنیت لو طگنی البرد بچفوفک اتغطینی
- عذبنی الصبر و الظیم عذبنی
- مربینا مربینا
- اشلون انساک یمدلل و أعوفک
- تایب و الخلگ تشهد علیة
- لاوین هجرک لا وین
- من جمالچ من دلالچ[۵]

## سبک‌های موسیقی مورد استفاده
عبدالامیر ادریس توانست با تسلط بسیار بالا انواع موسیقی‌های عربی همچون العیاشی، الصبا (الحزین)، المدمی، الحلیوی، الزوبع، الغافلی، الحیاوی، علوانیه را فرا گیرد. این خواننده علاقهٔ فراوانی به سبک خوانندگی سید جواد خوانندهٔ اهوازی داشت و او را صاحب سبک خاص در موسیقی می‌داند.

عبدالامیر ادریس در آخرین روزهای عمر خود

## ابداع او در سبک موسیقی
عبدالامیر ادریس بزودی توانست بعد از اینکه به سبک‌های بسیاری در موسیقی عربی مسلط شود، خود سبکی جدید در خواندن شعر‌های ابوذیه (نوعی شعر محلی مردمان عرب خوزستان)ابداع کند، و مردم به پاس قدر دانی از او این سبک را سبک ادریس نامیدند.

## ورود او به دنیای شعر
عبدالامیر ادریس توانست علاوه بر خوانندگی، شعر هم بسراید. نام چند سرودهٔ او:
- منک بدت مو منی
- شیرید الدهر منی
- انا اترجاک بس اتمر علیة
- المن اشتکی بلوای

و…

## مراسم بزرگداشت
در سال ۲۰۰۹ مراسم بزرگداشت ادریس در حضور خود خواننده با همت گروهی از دوست داران این خواننده برگزار شد؛ و عدهٔ کثیری در این مراسم شرکت کردند.

## درگذشت
او در سال ۲۰۱۰ در حالی که با فقر دست و پنجه نرم می‌کرد بر اثر بیماری فوت کرد و هزاران نفر از دوستدارانش در مراسم تشییعش حضور داشتند؛ و با او وداع کردند.

عبدالامیر ادریس
مراسم تشییع عبدالامیر ادریس
مراسم تشییع عبدالامیر ادریس